# Oddział partyzancki Armii Krajowej „Mazur”
Oddział partyzancki „Mazur” – dowodzony przez ppor. Adama Ludwika Benrada, ps. „Drukarz”, oddział partyzancki utworzony 1 sierpnia 1944 r. na terenie inspektoratu piotrkowskiego Armii Krajowej. 

## Historia oddziału
Oddział powstał 1 sierpnia 1944 r. w rejonie wsi Barkowice Mokre w miejscu koncentracji oddziałów partyzanckich zebranych w celu sformowania 1. batalionu 25 pułku piechoty Armii Krajowej. W skład oddziału weszło początkowo około 20 partyzantów z dotychczasowych oddziałów dywersyjnych. Dowódcą został ppor. Adam Ludwik Benrad ps. „Drukarz”, spadochroniarz z Anglii zrzucony w początku czerwca 1944. Oddział „Mazur” był przeznaczony do zadań specjalnych i miał podlegać bezpośrednio komendantowi obwodu Tomaszów Mazowiecki – por. „Okszy”, dlatego 17 sierpnia 1944 r. oddział odłączył się od formowanego batalionu i rozbił biwak w lasach niedaleko wsi Błogie. Do oddziału przybyli nowi partyzanci, m.in. 13 żołnierzy radzieckich zbiegłych z obozów jenieckich.
27 sierpnia 1944 r. Niemcy zorganizowali obławę na biwakujący oddział. Polscy żołnierze wycofali się, nie podejmując walki. Nikt nie ucierpiał, ale stracono wozy z żywnością i odzieżą. Następnego dnia partyzanci dołączyli do macierzystego batalionu w okolicach wsi Stefanów. W ten sposób oddział przeszedł pod rozkazy dowódcy 1. batalionu 25 pp, czyli mjr. Rudolfa Majewskiego, ps. „Roman”.

### Działalność oddziału od sierpnia do listopada 1944r. w ramach 25 pułku piechoty Armii Krajowej
Działając w strukturach 25 pułku piechoty AK, żołnierze z oddziału „Mazur” wchodzili w skład 1. kompanii dowodzonej przez por. Witolda Kucharskiego ps. „Wicher” i brali udział w wielu akcjach oraz potyczkach z niemieckimi żandarmami i żołnierzami.
- 21 sierpnia 1944 major „Roman” przeorganizował batalion w pułk i oficjalnie nadał mu nazwę 25 pułku piechoty Armii Krajowej, nawiązując tym do istniejącego przed 1939 r. 25 pułku piechoty Wojska Polskiego[4].
- Od 28 sierpnia do 26 września 1944 r. oddział „Mazur” wraz z innymi oddziałami wchodzącymi w skład batalionu 25 pp AK stacjonował w obozie warownym w lasach przysuskich. Dni mijały partyzantom na ćwiczeniach polowych, ćwiczeniach musztry, organizowaniu żywności[5].
- 6 września 1944 r. niemieckie oddziały Wehrmachtu w sile jednej kompanii zaatakowały partyzantów w okolicach leśniczówki Huta i gajówki Piecyki w lasach przysuskich niedaleko Stefanowa. W wyniku działań bojowych po stronie niemieckiej zginęło 18 żołnierzy (w tym dwóch oficerów), a 7 zostało rannych. Po stronie polskiej nie odnotowano zabitych. Ciężko ranny został jeden partyzant z oddziału „Błyskawica”[6].
- 26 września 1944 r. w ramach operacji „Waldkater” siły niemieckie w liczbie około 1200 żołnierzy i żandarmów zaatakowały w lasach przysuskich połączone siły 25 i 72 pułku piechoty Armii Krajowej. W wyniku wielogodzinnej walki operacja „Waldkater” zakończyła się fiaskiem. Niemcy stracili 140 zabitych oraz około 230 rannych. Po polskiej stronie zginęło 10 partyzantów, 20 było rannych, a sześciu zaginęło[7] (inne źródło podaje 11 zabitych, 10 rannych i pięciu zaginionych[8]).
- W nocy z 27 na 28 września 1944 r. w odwecie za operację „Waldkater” partyzanci z 25 pp oraz 72 pp AK (w sumie około 600 żołnierzy) przeprowadzili akcję mającą na celu zniszczenie posterunku żandarmerii w Przysusze. Po kilkugodzinnej walce partyzantom nie udało się osiągnąć głównego celu akcji. Bunkier przy posterunku żandarmerii pozostał niezdobyty. Po stronie niemieckiej zginęło około 60 żandarmów. Po stronie polskiej zginęło 2 partyzantów, a 7 zostało rannych. Zdobyto żywność i broń[9].

- 23 października 1944 r. Niemcy otoczyli 25 pułk piechoty Armii Krajowej w okolicach wsi Myślibórz, Tomaszów i Ruszenice. Z powodu dużej przewagi wroga partyzanci wycofali się do wsi Górki Niemojowskie[10].
- 27 października 1944 r. w okolicach wsi Biały Ług partyzanci z 25 pp AK odparli atak około 2500 żołnierzy niemieckich z SS i Wehrmachtu. W wielogodzinnym boju Niemcy stracili ok. 140 żołnierzy (40 zabitych i 100 utopionych w bagnie). Po stronie polskiej zginęło 8 partyzantów[11].
- 4 listopada 1944 r. około 800 żołnierzy 25 pp AK przełamało pierścień obławy niemieckiej w lasach przysuskich w okolicy leśniczówki Huta. W całodniowym boju poległo około 20 partyzantów w tym zastępca dowódcy pułku – major Bronisław Lewkowicz ps. „Kurs”. Około 30 żołnierzy zostało rannych. Straty niemieckie w walce koło leśniczówki Huta oszacowano na około 100 poległych żołnierzy[12].
- 5 listopada 1944 r. odpoczywający we wsi Boków partyzanci zostali zaskoczeni przez przeważające liczebnie oddziały niemieckie. 25 pp AK wycofała się w kierunku południowo-zachodnim. Straty własne wyniosły 10 zabitych i 50 rannych[13]. Przez kilka następnych dni żołnierze uciekali przed ścigającymi ich oddziałami niemieckimi. Między wsiami Brody i Wincentów na skutek zamieszania około 250 żołnierzy zgubiło się lub rozproszyło w lasach koneckich. Część z tych osób poległa, wielu odniosło rany, pewna grupa trafiła do niewoli i do więzień. Była to wielka klęska pułku poniesiona bez żadnej walki, ponieważ nieprzyjaciel nie znajdował się w bezpośrednim kontakcie z partyzantami. 9 listopada kolumna doszła do Górek Niemojowskich, gdzie mogła wreszcie spokojnie odpocząć. Na dzień 9 listopada stan pułku wynosił około 300 osób[14].

### Działalność oddziału od listopada 1944r. do stycznia 1945r.
- 9 listopada 1944 r. podjęto decyzję o rozformowaniu 25 pułku piechoty AK. Od tej chwili walki z okupantem miały być ponownie prowadzone przez mniejsze grupy partyzanckie. Partyzanci wchodzący w skład dawnego oddziału „Mazur”, razem z dowódcą – „Drukarzem”, dołączyli do oddziału „Wicher”.

- 3 grudnia 1944 r. oddział „Wichra” urządził zasadzkę na kałmucki oddział kawalerii w okolicach wsi Malenie i Adamów. Pomimo blisko dwukrotnej przewagi liczebnej nieprzyjaciel nie przyjął walki i w panice zaczął uciekać. Poległo czterech Kałmuków[15][16].
- 3 stycznia 1945 r. ppor. „Drukarz” pełnił funkcję dowódcy całego oddziału „Wichra”, gdy Witold Kucharski wyjechał, aby spotkać się z majorem „Leśniakiem”. Ponownie pełnił funkcję dowódcy oddziału „Wichra” w połowie stycznia 1945 r., gdy „Wicher” zachorował[17].
- Oddział por. „Wichra” działał jako zwarta jednostka do końca wojny. Rozformował się 17 stycznia 1945 r[18].